# 登比察縣

50°3′N 21°25′E / 50.050°N 21.417°E
登比察縣（波蘭語：Powiat dębicki），是波蘭的縣份，位於該國南部，由喀爾巴阡山省負責管轄，首府設於登比察，面積776平方公里，2006年人口132,473，人口密度每平方公里170人。